# Caniego
Caniego es una localidad española del municipio de Valle de Mena, perteneciente a la provincia de Burgos, en la comunidad autónoma de Castilla y León.

## Geografía
La localidad pertenece al término municipal burgalés del Valle de Mena, en la comunidad autónoma de Castilla y León. Entre los barrios del concejo se encuentran Santiuste, La Mata y Cristantes.

## Historia
A mediados del siglo XIX el lugar y concejo, que ya por entonces formaba parte del Valle de Mena, tenía contabilizada una población de 97 habitantes. Aparece descrito en el quinto volumen del Diccionario geográfico-estadístico-histórico de España y sus posesiones de Ultramar de Pascual Madoz de la siguiente manera:

CANIEGO: l. y conc. en la prov., aud. terr., c. g. de Burgos (19 hor.), part. jud. de Villarcayo (5 1/2), dióc. de Santander; es uno de los 52 pueblos que comprende el valle de Mena, y forma parte con ellos: sit. parte en llano, y parte en una altura, con libre ventilacion y clima sano. Tiene 125 casas de 20 á 30 pies de elevacion, con piso alto en lo general, divididas en tres barrios separados unos de otros, nombrados Cristanes, Mata y Santiuste; sin plaza alguna ni edificio notable, y sus calles mal empedradas y sin policia; una igl. parr. (San Juan), servida por 1 cura de provision ordinaria, 1 cementerio en parage ventilado, 3 fuentes de buenas aguas para el surtido y uso comun del vec.; 1 escuela de instruccion primaria á la que asisten unos 50 alumnos; y 2 ermitas, dedicadas á San Vicente Ferrer y San José; inmediato á la pobl. hay una fuente, nombrada de la Salud, de escaso caudal de aguas minerales, de las que se hace mucho uso para las enfermedades cutáneas y de orina. El térm. confina N. Ornes; E. Entrambas-aguas; S. Villasana, y O. Orbejon; se estiende de 30 á 40 minutos en estas direcciones. El terreno es de secano, pero fértil; comprende 180 fan. de tierra, de primera suerte o calidad; 200 de segunda, y 220 de tercera; sus montes se hallan poblados de encinas y robles; y la parte de huerta la riegan los arroyuelos que se forman de las aguas de varias fuentes. Los caminos son locales, y algunos se incorporan con la carretera que conduce de Burgos á Castro. El correo se recibe de Villarcayo, por medio de balijero, los lunes, jueves y sábados, y se despacha domingos, martes y viernes. prod.: trigo, cebada, maiz, avena, yeros, legumbres, vino, lino, cáñamo, y frutas abundantes; cria ganado vacuno, caballar, lanar, cabrio y de cerda; caza de perdices, liebres, codornices, corzos, lobos, javalies y algunos osos. ind.: se ejercen varias artes mecánicas. comercio: esportacion de ganados, é importacion de granos, aceite y ropas. pobl: 26 vec., 97 alm. contr.: con el valle de Mena.
(Madoz, 1846, p. 461)

En 2019 el núcleo de Caniego contaba tenía empadronados 27 habitantes y la entidad singular de población homónima 47 habitantes.